# Comte de Seafield
Comte de Seafield (Earl of Seafield) est un titre de noblesse créé dans la pairie d'Écosse en 1701.
Jusqu'en 1811, ses détenteurs sont également comtes de Findlater.

## Liste des comtes de Seafield

### Lords Ogilvy de Deskford (1616)
- Walter Ogilvy, 1er Lord Ogilvy de Deskford (mort en 1626)
- James Ogilvy (en), 2e Lord Ogilvy de Deskford (mort en 1653) (créé comte de Findlater en 1638)

### Comtes de Findlater (1638/1641) et Seafield (1701)
- James Ogilvy (en), 1er comte de Findlater (mort en 1653)
- Patrick Ogilvy, 2e comte de Findlater (mort en 1658)
- James Ogilvy (en), 3e comte de Findlater (mort en 1711)
- James Ogilvy, 4e comte de Findlater (1663-1730) (créé comte de Seafield en 1701)
- James Ogilvy, 5e comte de Findlater, 2e comte de Seafield (mort en 1764)
- James Ogilvy (en), 6e comte de Findlater, 3e comte de Seafield (mort en 1770)
- James Ogilvy, 7e comte de Findlater, 4e comte de Seafield (1750-1811) (comte de Findlater en sommeil)

### Comtes de Seafield (1701)
- 1811-1840 : Lewis Grant-Ogilvy, 5e comte de Seafield (1767-1840), cousin du précédent
- 1840-1853 : Francis Ogilvy-Grant, 6e comte de Seafield (1778-1853), frère du précédent
- 1853-1881 : John Ogilvy-Grant (en), 7e comte de Seafield (1815-1881), fils du précédent
- 1881-1884 : Ian Ogilvy-Grant, 8e comte de Seafield (1851-1884), fils du précédent
- 1884-1888 : James Ogilvy-Grant (en), 9e comte de Seafield, oncle du précédent
- 1888-1888 : Francis William Ogilvy-Grant (en), 10e comte de Seafield (1847-1888), fils du précédent
- 1888-1915 : James Ogilvie-Grant, 11e comte de Seafield (1876-1915), fils du précédent
- 1915-1969 : Nina Caroline Studley-Herbert (en), 12e comtesse de Seafield (1906-1969), fille du précédent
- depuis 1969 : Ian Ogilvie-Grant (en), 13e comte de Seafield (né en 1939), fils de la précédente